# 교황 알렉산데르 1세
교황 알렉산데르 1세(라틴어: Alexander I, 이탈리아어: Alessandro I)는 제6대 교황(재위: 107년 ~ 115년)이다. 사후 기독교의 성인으로 시성되었으며, 축일은 5월 3일이다.
에우세비오에 따르면, 알렉산데르 1세는 로마 황제 트라야누스 재위 8년에 교황좌에 올라 하드리아누스 황제 재위 3년에 순교하였다. 예로니모는 알렉산데르 1세가 트라야누스 황제 재위 12년에 교황이 되었다고 증언하였다. 예로니모가 말한 이 연도는 알렉산데르 1세가 10년간 교회를 이끌었다는 에우세비오의 증언과는 차이가 있다. 이 두 증언 가운데 어느 것이 맞는지에 대해서는 아직까지 정확하게 판명되지 않고 있다.
《교황 연대표》에 따르면 알렉산데르 1세는 로마 미사 경본에 성찬 기도 제1양식 축성 직전 기도인 “Qui pridie(예수께서는 수난 전날…)”를 삽입하였다고 전해진다. 하지만 1907년 《가톨릭 백과사전》(Catholic Encyclopedia)의 성 알렉산데르 1세 항목을 보면 미국의 가톨릭 신학자 토머스 샤한은 이 전승을 신뢰성이 없는 것으로 단정하였다. 오늘날 가톨릭교회에서도 마찬가지로 이 전승을 신뢰하지 않고 있다. 《교황 연대표》의 해당 부분은 5세기 후반에 씌어진 것으로 추정되며, 교황의 칙령에 따라 교회가 움직이던 초대 교회의 모습을 보여주려는 주제 의식의 산물로 여겨진다.
기독교에서 악마를 내쫓거나 부정한 것을 정화하려는 목적으로 소금과 물을 섞어 만든 성수를 뿌리는 전통과 성찬례 때 물과 포도주를 섞는 전통은 모두 알렉산데르 1세가 도입한 것으로 알려졌다. 하지만 일부에서는 이에 대해 부정적인 입장을 피력하고 있다. 그렇지만 알렉산데르 1세가 로마 교회의 전례 및 행정의 초기 발전사에서 중요한 역할을 수행했다는 사실은 확실하다.
후대에 나온 전승에 의하면, 하드리아누스 황제 치세에 알렉산데르 1세는 로마 총독 헤르마스와 그의 휘하에 있던 1,500여명의 주민을 모두 한꺼번에 개종시켰다고 전해진다. 알렉산데르 1세가 갇힌 감옥의 간수였던 노이스의 퀴리노와 그의 딸 발비나도 개종한 무리에 포함되었다. 이들 부녀는 훗날 교회에 의해 성인으로 시성되었다.
또한, 알렉산데르 1세는 아기 예수의 환시를 체험한 것으로도 알려져 있다. 전승에 의하면 알렉산데르 1세는 불로 살을 태우는 고문 끝에 참수형을 당했다고 한다.
《로마 미사 경본》의 일부 판본에서는 5월 3일이 축일로 지정된 성 알렉산데르가 교황 알렉산데르 1세라는 표기가 있었지만, 1570년 교황 비오 5세가 널리 공포한 《트리엔트 로마 미사 경본》에서는 이러한 표기가 없어졌다. 5월 3일이 축일로 지정된 성 알렉산데르와 성 에벤시오 그리고 성 테오둘로에 대해서는 그들의 이름과 순교 사실, 순교 당일 비아 노멘타나의 일곱 번째 이정표에 시신이 매장되었다는 것, 그리고 이들 가운데 성 알렉산데르가 성 알렉산데르 1세 교황과 같은 이름이라서 동일 인물 취급을 받았다는 것 외에는 전혀 알려진 바가 없다. 순교자 성 알렉산데르와 성 알렉산데르 1세 교황의 동일시는 1960년 교황 요한 23세에 의해 로마 전례력에서 완전히 사라졌다.
알렉산데르 1세의 유해는 서기 834년 독일 바이에른주 프라이징으로 이장된 것으로 전해진다.

## 같이 보기
- 교황 목록